# Dobsonia chapmani
Il pipistrello della frutta dal dorso nudo di Negros (Dobsonia chapmani Rabor, 1952) è un pipistrello appartenente alla famiglia degli Pteropodidi, endemica di due delle Isole Filippine.

## Descrizione

### Dimensioni
Pipistrello di medie dimensioni, con la lunghezza della testa e del corpo tra 218 e 221 mm, la lunghezza dell'avambraccio tra 123 e 131 mm, la lunghezza della coda tra 23 e 26,1 mm, la lunghezza delle orecchie tra 25 e 27 mm e un peso fino a 143 g.

### Aspetto
La pelliccia è corta e sparsa. La testa è bruno-nerastra, le spalle sono marroni scure, mentre le parti ventrali sono verde oliva. Lungo l'avambraccio è presente una striscia di peli fulvo-oliva dorati. Il muso è relativamente corto e largo, le narici sono leggermente tubulari, gli occhi sono grandi. Le orecchie sono lunghe e appuntite. Le membrane alari sono nerastre e attaccate lungo la spina dorsale, dando l'impressione di una schiena priva di peli. La coda è ben sviluppata, mentre l'uropatagio è ridotto ad una sottile membrana che si estende lungo la parte interna degli arti inferiori.

## Biologia

### Comportamento
Si rifugia nelle grotte o in crepacci lungo i dirupi. Raramente è stato osservato tra le fronde delle Palme.

### Alimentazione
Si nutre principalmente di frutti di specie native di Ficus.

### Riproduzione
Sono stati osservati piccoli a maggio e giugno. Le femmine danno alla luce un piccolo alla volta all'anno.

## Distribuzione e habitat
Questa specie è diffusa sulle Isole di Negros e Cebu.
Vive nelle foreste di pianura fino a 800 metri di altitudine. Sull'isola di Cebu è stato osservato in foreste secondarie dominate da alberi dei generi Alstonia, Macaranga, Ficus e Mallotus. Su Negros invece occupa aree di foreste con specie di Anisoptera, Dipterocarpus, Shorea, Parashorea, Ficus e Vatica.

## Conservazione
Probabilmente abbastanza comune negli anni '40 e '60, è divenuto raro negli anni '70, a causa della deforestazione e della caccia. Ritenuto estinto nel 1990, una popolazione è stata riscoperta sull'Isola di Cebu nel 2001 e su Negros nel 2003.
La IUCN Red List, considerato il declino della popolazione dell'80% negli ultimi 15-20 anni e la continua caccia e deforestazione, classifica D. chapmani come specie in pericolo critico di estinzione (Critically Endangered).